# Винець (Рогашка Слатина)
Винець (словен. Vinec) — поселення в общині Рогашка Слатина, Савинський регіон, Словенія. Висота над рівнем моря: 281,9 м.